# Granito di Nicotera
Il granito di Nicotera è un tipo di granito, estratto nell'antica cava di Età Romana sita in Nicotera in provincia di Vibo Valentia in Calabria dal I fino al IV secolo.

## Morfologia
Granito a grana medio-grossa omogenea, di colore grigio. Composizione mineralogica. Il "Granito di Nicotera" appartiene ai granitoidi ercinici del promontorio di Capo Vaticano, che fa parte del cosiddetto Arco di Calabria, una cintura alpina arcuata che collega l'Appennino e la catena del Magreb della Sicilia. Il promontorio di Capo Vaticano è costituito in gran parte da terreni paleozoici e forse precambriani, metamorfiti di grado molto basso a rocce plutoniche di granito.

## Pertinenza geologica
Paleozoico | Precambriano

## Storia
Del Granito di Nicotera si hanno poche notizie, esso veniva estratto e lavorato presso un sito denominato "Petti Agnone", scoperto dal professore Achille Solano negli anni settanta, che si trovava a ridosso dell'Emporium romano. La cava venne abbandonata dopo il disastroso terremoto del 369 d.C. che, come riporta Orosio nel suo Historiarum adversus paganos, distrusse Nicotera.
La notevole somiglianza macroscopica di questo granitoide grigio italiano con il più famoso egiziano Granito del Foro ha dato luogo a lunghi dibattiti accademici sull'impiego di questo granito per la costruzione di importanti monumenti dell'antica Roma

## Principali impieghi
Edilizia civile, arredo urbano, arte funeraria e monumenti.